# Callionymus simplicicornis
 Callionymus simplicicornis és una espècie de peix de la família dels cal·lionímids i de l'ordre dels cipriniformes que es troba des de les Filipines fins a les Tuamotu i les Illes Marqueses.